# Edward Merritt Hughes
Edward Merritt Hughes (Ohio, 28 januari 1850 - Yokohama (Japan), 28 september 1903) was officier tijdens de Slag in de Baai van Manilla op de Filipijnen. Hughes werd toegelaten tot de Naval Academy in 1866. 
Nadat hij dienst had gedaan op een aantal schepen en verscheidene stadia had doorlopen, bereikte hij de hoogste top in zijn carrière tijdens de Spaans-Amerikaanse Oorlog.
Hughes was gezagvoerend officier van de USS Petrel (PG-2), tijdens de Slag in de Baai van Manilla. Meteen na het begin van de actie commandeerde hij een kleinere kanonneerboot en met zijn felle beschietingen vuurde hij naar vijf Spaanse schepen die gemeerd lagen in de haven van Cavite. Ondanks meldingen dat elektrische zekeringen in haar munitiemagazijn begonnen te ontsteken, bracht dit nog een risico mee van groot explosiegevaar en dan daarbij nog in het zicht van de Spaanse zware kanonbeschietingen op de nabijgelegen oever.
Voor dit opvallende en moedig gedrag werd zijn officiersrang met vijf posities vooruitgebracht.
Commandant Edward Merritt Hughes stierf te Yokohama, Japan, op 28 september 1903.
Later werd de torpedobootjager USS Hughes (DD-410) naar hem genoemd.